# Dragovanja vas
Dragovánja vás je naselje v Sloveniji.

## Geografija
Povprečna nadmorska višina naselja je 175 m.
Pomembnejša bližnja naselja so: Kvasica (0,5 km), Dragatuš (4 km) in Črnomelj (5 km).
V vasi se nahaja cerkev sv. Ožbolta.